# Max Oppenheimer
Max Oppenheimer (Bécs, 1885. július 1. – New York, 1954. május 19.) Ater MOPP néven ismert osztrák festő és grafikus.

## Élete
1900-tól 1903-ig a Bécsi Képzőművészeti Akadémián tanult Christian Griepenkerl és Siegmund L’Allemand irányításával. Ezután 1903 és 1906 között a Prágai Képzőművészeti Akadémián Franz Thiele tanítványa volt.
Egon Schiele mellett, akivel 1910-ben közösen dolgozott egy stúdióban, valamint Oskar Kokoschkával Ausztria egyik vezető avantgárd művészeként tartották számon. Munkásságát számos különböző irányzat befolyásolta, az expresszionizmus, a kubizmus és a futurizmus.
A munkái 2 művészeti kiállításon szerepeltek 1908-ban és 1909-ben Bécsben, Gustav Klimttel közösen. Első egyéni bemutatóját 1910-ben Münchenben, a Moderne Galerie-ben tartották. Kortárs kulturális személyiségek, például Thomas Mann és Arnold Schönberg portréit is megfestette.
1911 és 1915 között Berlinben dolgozott. Svájci tartózkodása alatt (1915–1925) kezdett érdeklődött a zene iránt. 1931-ben visszatért Bécsbe. Egy évvel később, a Reichstag felgyújtást követő üldözési hullám részeként munkáinak töbsége az SA rágalmazási kampányának esett áldozatul. Svájcba menekült, ahol Chiel Weissmannnál, svájci üzletembernél talált menedéket, majd az Egyesült Államokba emigrált.
Oppenheimer készítette portrékat Chiel Weissmann, Thomas és Heinrich Mann, Arnold Schönberg, Anton Webern, Tilla Durieux, Karl Marx személyiségekről.

## Fordítás
- Ez a szócikk részben vagy egészben  a   Max Oppenheimer (artist) című angol Wikipédia-szócikk ezen változatának fordításán alapul.  Az eredeti cikk szerkesztőit annak laptörténete sorolja fel. Ez a jelzés csupán a megfogalmazás eredetét és a szerzői jogokat jelzi, nem szolgál a cikkben szereplő információk forrásmegjelöléseként.